# Hall of Fame (Graffiti)

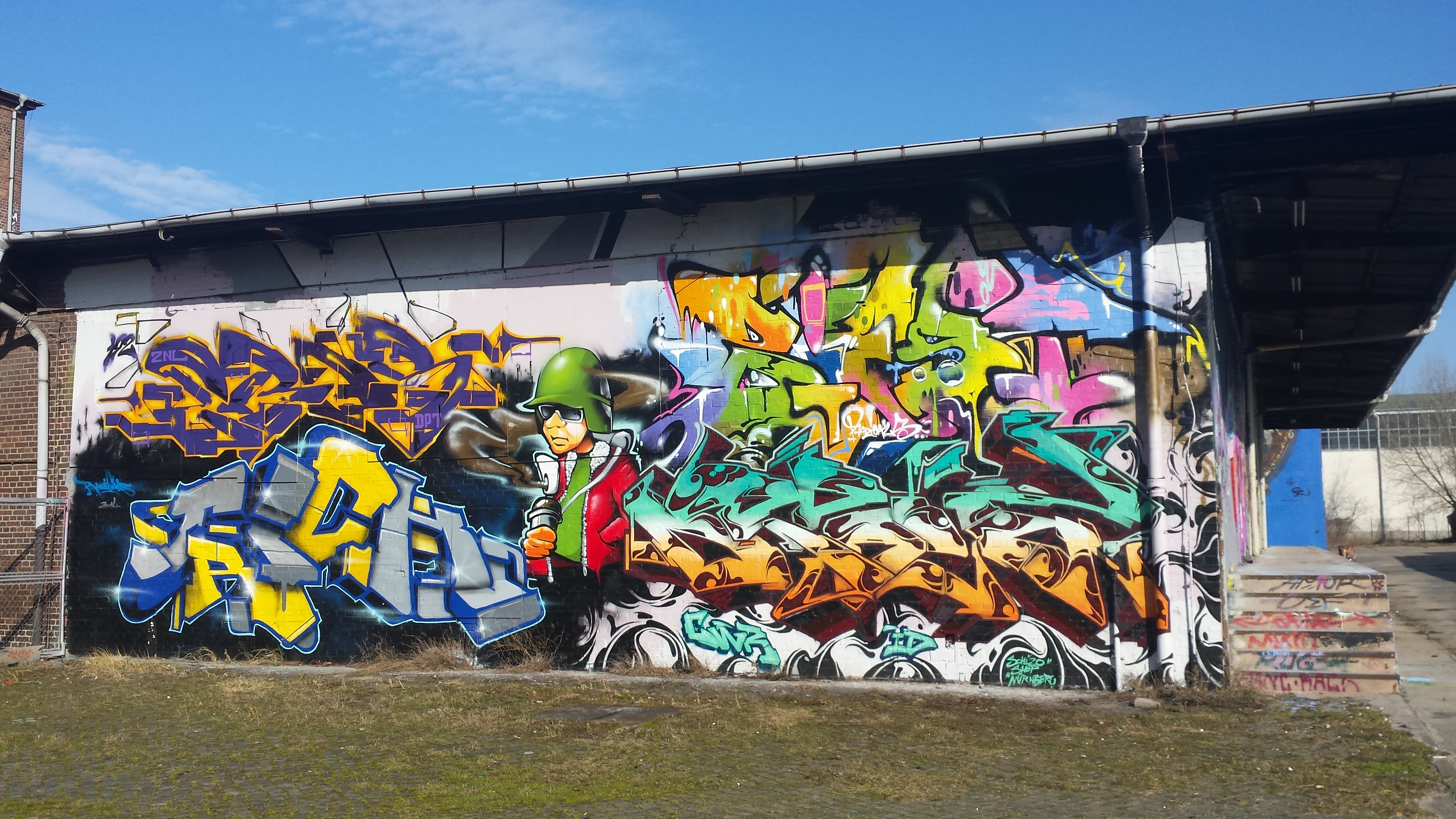
Ausschnitt der Aerosol-Arena in Magdeburg

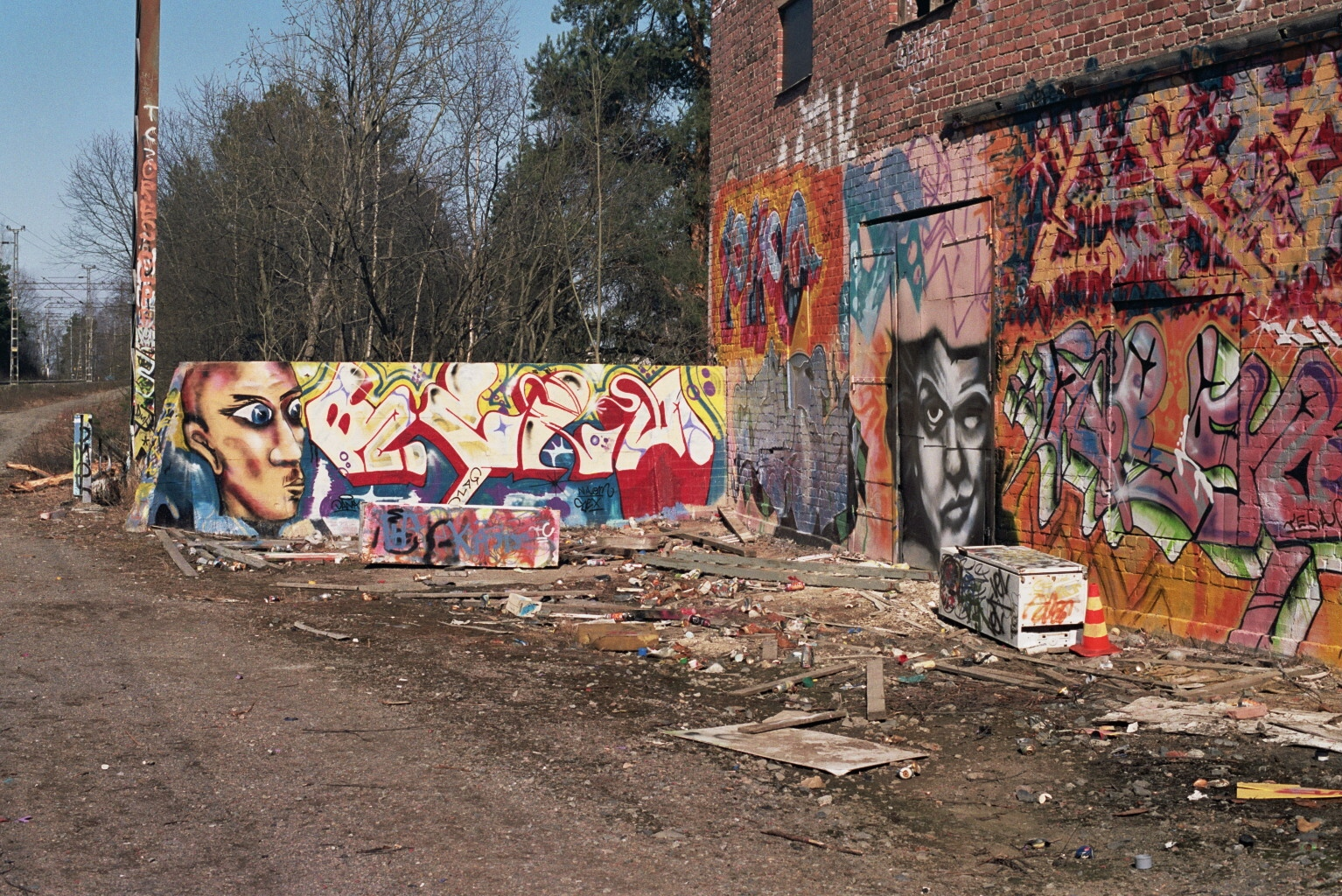
Beispiel für eine illegale Hall of Fame im finnischen Tampere (2009)

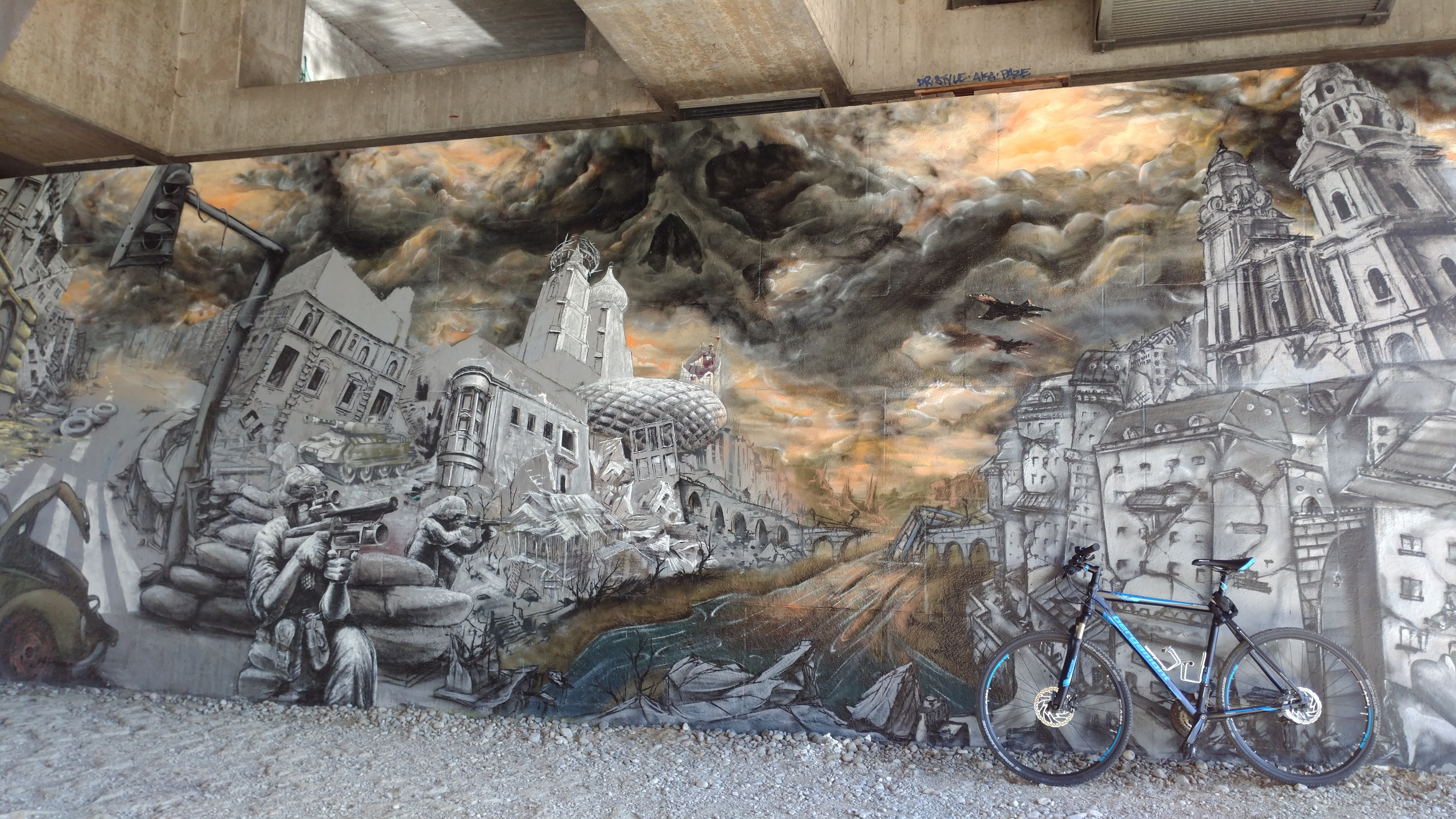
Graffiti Brudermühlbrücke (2016)

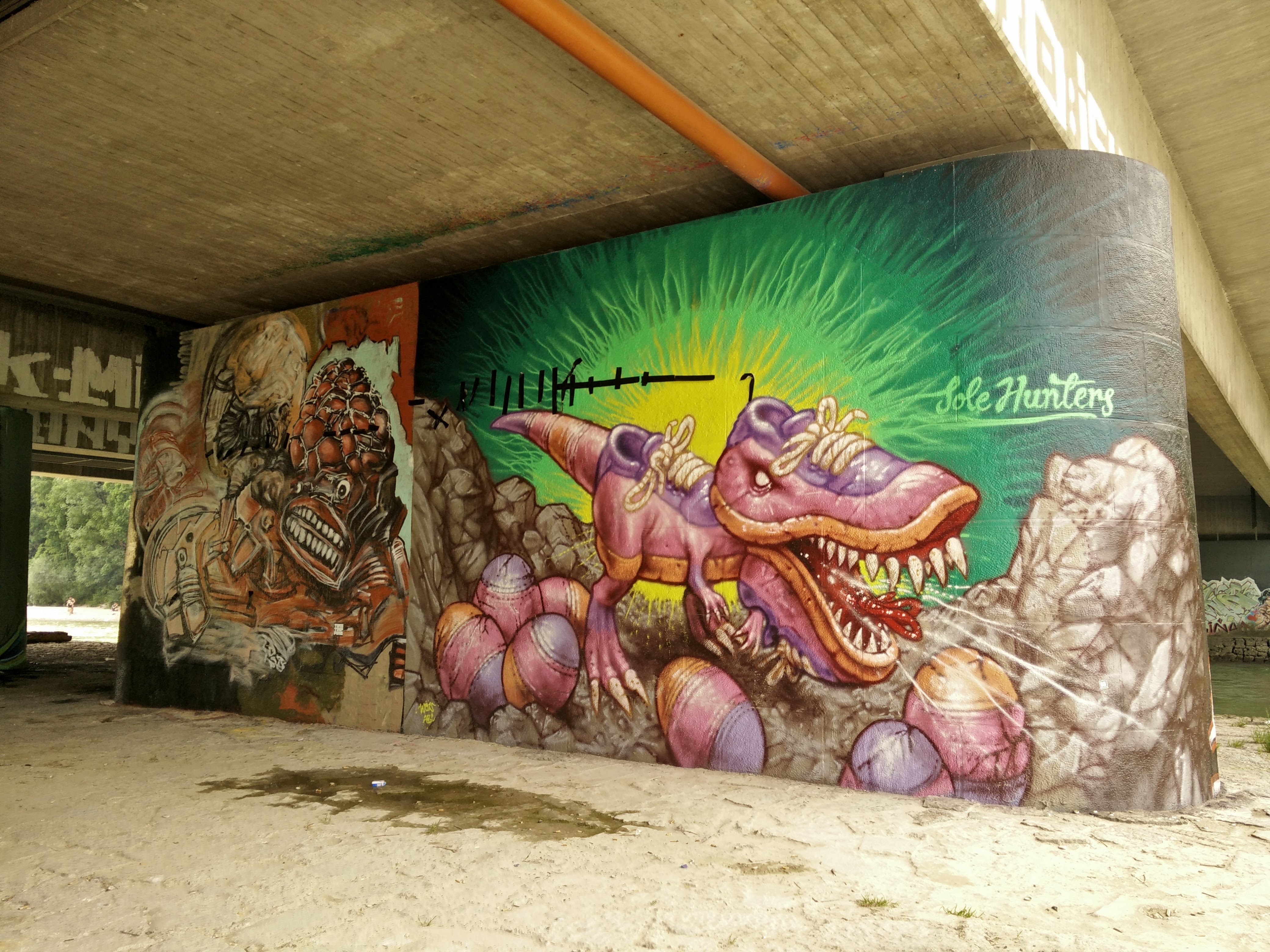
Graffiti Brudermühlbrücke (2017)

Als Hall of Fame (auch kurz HoF oder auch Wall of Fame genannt) werden im Graffiti-Jargon Plätze oder Wandflächen bezeichnet, an denen sich insbesondere erfahrene Writer (sogenannte Kings) treffen und hochwertige und anspruchsvolle Graffiti gemalt werden. In vielen Fällen sind die Flächen vom jeweiligen Eigentümer zum Bemalen freigegeben. Es gibt jedoch auch Halls of Fame, die illegal entstanden sind.

## Begriffsabgrenzung
Legale Wandflächen oder auch Wandflächen, auf denen sich sehr viel Graffiti befindet, werden häufig als Halls of Fame bezeichnet. Dies ist unter Umständen jedoch nicht korrekt, da die Bezeichnung „Hall of Fame“ in der Szene nur für diejenigen Wandflächen verwendet wird, die sich durch besonders hochwertige und anspruchsvolle Pieces (engl. Masterpiece ‚Meisterwerk‘) auszeichnen und entsprechenden Fame (engl. ‚Ruhm‘ oder ‚Ansehen‘) erzeugen. Dabei spielt es grundsätzlich keine Rolle, wie groß die Flächen sind oder ob das Malen dort legalisiert ist.

## Geschichte

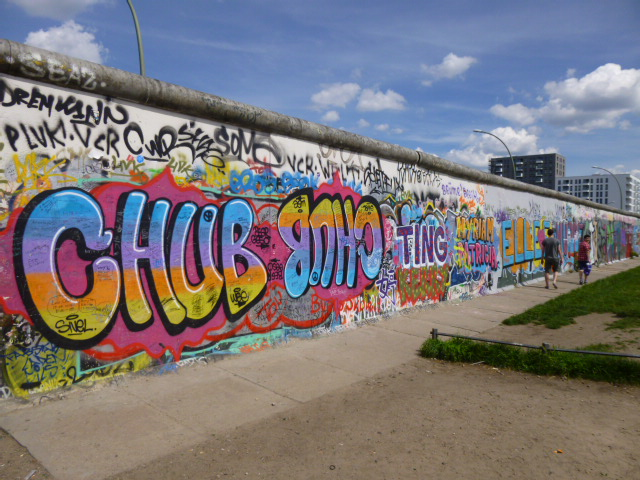
Blick auf die East Side Gallery in Berlin (2014)

Piece beim Stalingrad-Gelände in Paris (1986)

Die erste Hall of Fame entstand 1980 an der Kreuzung 106th Street und Park Avenue im New Yorker Stadtviertel East Harlem. Der Initiator Ray Rodríguez (auch Sting Ray genannt) hatte die Absicht, eine legale Wandfläche zu schaffen, an der die Writer ihre Fähigkeiten zeigen können. Schnell entwickelte sich The Graffiti Hall of Fame zu einem (auch international) beliebten Treffpunkt der Szene.
Diesem Vorbild folgend entstanden in den nächsten Jahren sowohl in den Vereinigten Staaten als auch in Europa weitere Halls of Fame. Zu den in Europa bekanntesten zählten in den 1980er Jahren das Pariser Stalingrad-Gelände und die Flohmarkthallen an der Dachauer Straße in München. Letztere war bis zu ihrem Abbruch 1989 Europas größte Hall of Fame.
In den 1990er Jahren entwickelten sich Teile der Berliner Mauer (insbesondere die East Side Gallery) und das ehemalige Schlachthofgelände in Wiesbaden zu bedeutenden Halls of Fame mit internationalem Rang. Aktuell (2016) ist die Aerosol-Arena in Magdeburg die größte Hall of Fame in Europa.

## Besonderheiten
Die Wandflächen einer Hall of Fame sind bei den Writern äußerst begehrt. Vor allem bei legalen Flächen nehmen sich die Writer viel Zeit zur Gestaltung der Pieces. Da die zur Verfügung stehenden Flächen oftmals jedoch stark begrenzt sind, kann es vorkommen, dass selbst hochwertige Pieces nach kurzer Zeit (in seltenen Fällen sogar mehrmals täglich) wieder neu übermalt werden. Eine Ausnahme davon bilden Halls of Fame, in denen nur mit Genehmigung gemalt werden darf.
Hall of Fames bilden einen wichtigen Treffpunkt für die Mitglieder der Graffiti-Szene. Die Writer tauschen Erfahrungen aus und knüpfen oftmals auch neue Kontakte. Je nach Bekanntheitsgrad der Hall of Fame kann es auch der Fall sein, dass Writer aus dem Ausland den Platz besuchen.
Innerhalb der Hall of Fame gelten verschiedene ungeschriebene Regeln. Die Writer achten beispielsweise darauf, dass keine funktionstüchtigen Farbdosen zurückbleiben. Auf diese Weise soll verhindert werden, dass andere Personen (meist Kinder) die Wandbilder zerstören. Des Weiteren gilt vielerorts der Grundsatz, dass unfertige oder noch nicht fotografierte Pieces nicht übermalt werden. Bei legalen Hall of Fames werden seitens des Eigentümers oder Verwalters zusätzliche Vorschriften aufgestellt.